# Otoniela tigre
Espèce
Otoniela tigre est une espèce d'araignées aranéomorphes de la famille des Anyphaenidae.

## Distribution
Cette espèce se rencontre en Argentine dans les provinces de Buenos Aires, de Salta et de Misiones et au Brésil au Paraná, au Santa Catarina et en Rio Grande do Sul,.

## Description
Le mâle holotype mesure 3,6 mm et la femelle paratype 4,35 mm, les mâles mesurent de 3,4 à 3,8 mm et les femelles de 3,5 à 4,75 mm.

## Systématique et taxinomie
Cette espèce a été décrite par Oliveira, Alvarenga et Brescovit en 2023.

## Étymologie
Son nom d'espèce lui a été donné en référence au lieu de sa découverte, Tigre.

## Publication originale
- Oliveira, Alvarenga & Brescovit, 2023 : « On the Neotropical spider genus Otoniela Brescovit, 1997 (Araneae: Anyphaenidae, Anyphaeninae), with the description of six new species. » Zootaxa, no 5383(1), p. 1-23.